# Cupido (nome)
Cupido  è un nome proprio di persona italiano maschile.

## Origine e diffusione

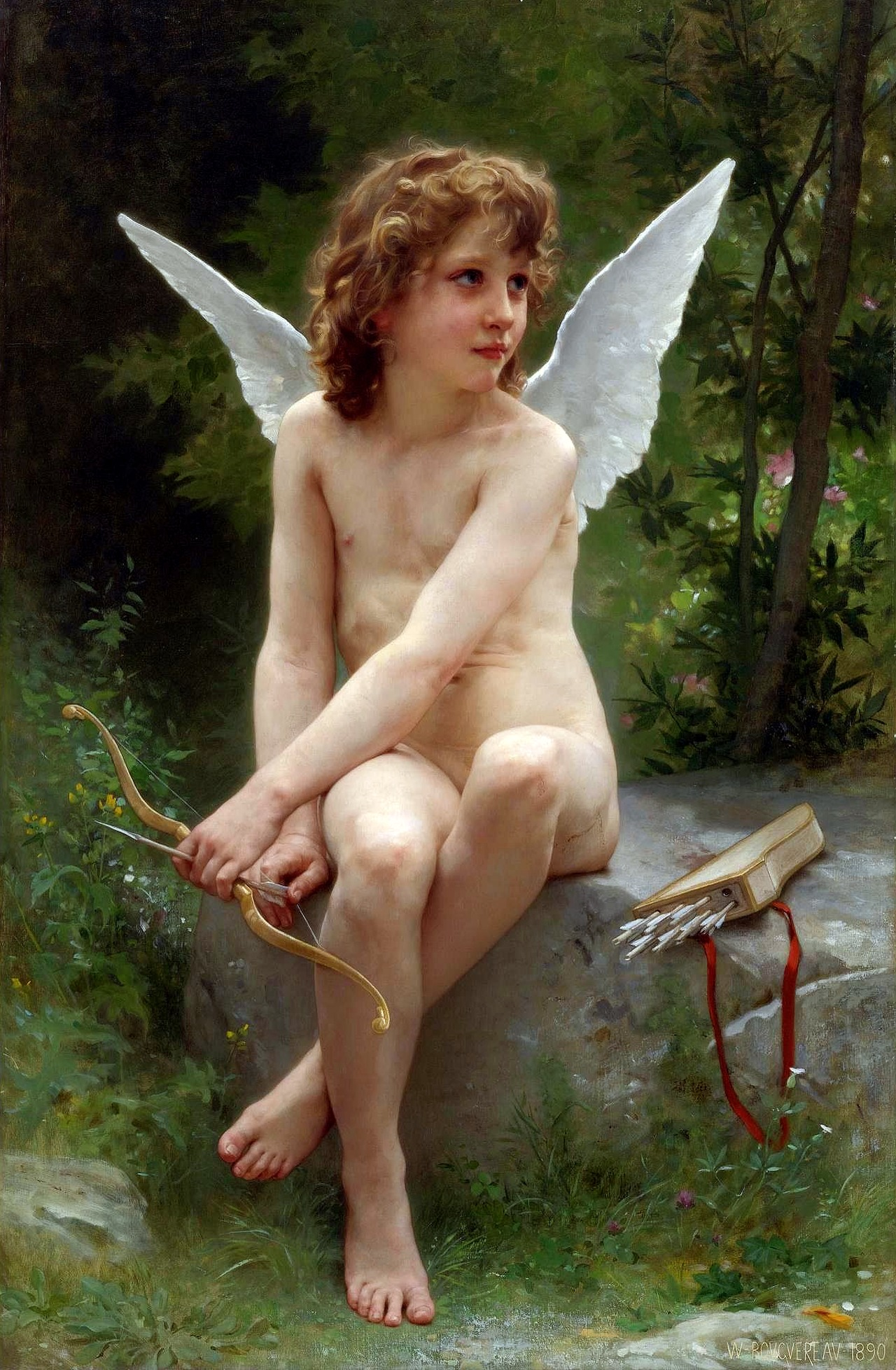
Cupido in un dipinto di William-Adolphe Bouguereau

Nome dal sapore classicheggiante, richiama quello del dio dell'amore della mitologia romana, Cupido, corrispondente al greco Eros; l'etimologia del suo nome risale al sostantivo latino cupido ("desiderio", "amore"), a sua volta dal verbo cùpere ("desiderare", "amare").
Il suo uso in italiano è scarsissimo; le poche attestazioni sono leggermente più frequenti nel napoletano.

## Onomastico
L'onomastico viene festeggiato il primo novembre, festa di Ognissanti, in quanto non esiste un santo con questo nome che quindi è adespota.